# 2008年夏季奥林匹克运动会南非代表团

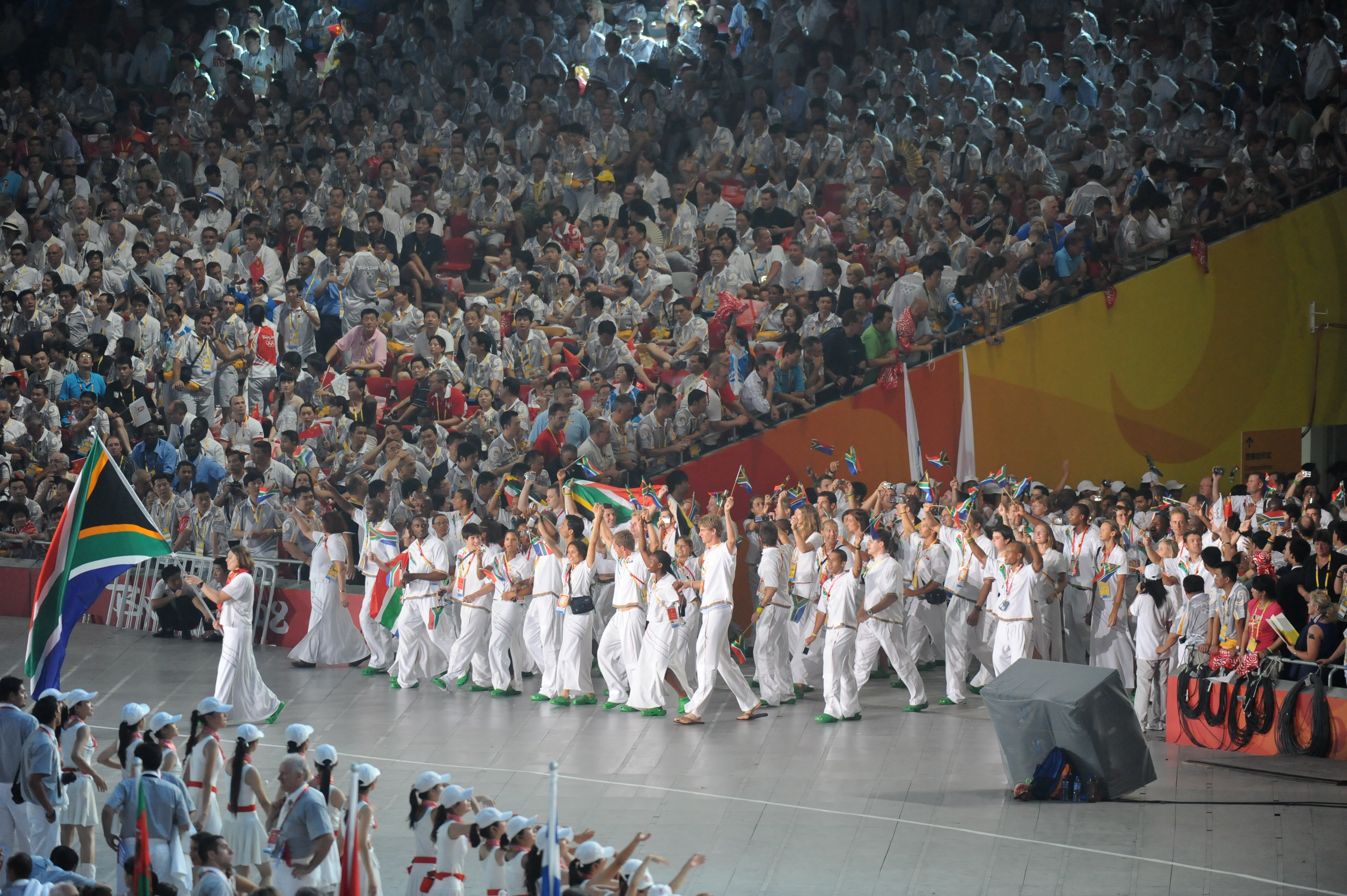
南非代表团在本届奥运会开幕式入场

2008年夏季奥林匹克运动会南非代表团共派出136名运动员参加19个大项的赛事。最终该队仅获得一枚银牌，创下1936年奥运以来，该队的最差战绩。

## 獎牌榜
| 奖牌 | 运动员      | 大项 | 项目     |
| ---- | ----------- | ---- | -------- |
| 銀牌 | 科措·莫库纳 | 田径 | 男子跳远 |